# Villains
Villains (bra: Vilões) é um filme de suspense e humor negro estadunidense de 2019 escrito e dirigido por Dan Berk e Robert Olsen. É estrelado por Bill Skarsgård, Maika Monroe, Jeffrey Donovan, Kyra Sedgwick e Blake Baumgartner.
Teve sua estreia mundial na South by Southwest em 9 de março de 2019. Foi lançado nos Estados Unidos em 20 de setembro de 2019, pela Gunpowder & Sky.

## Elenco
- Bill Skarsgård como Mickey
- Maika Monroe como Jules
- Blake Baumgartner como Sweetiepie
- Kyra Sedgwick como Gloria
- Jeffrey Donovan como George
- Noah Robbins como Nick
- Danny Johnson como Policial Wells
- Nikolas Kontomanolis como Sam

## Recepção
No Rotten Tomatoes, o filme tem um índice de 85% de aprovação baseado em 57 críticas, com uma nota média 7,5/10. O consenso do site diz: "Liderado por um quarteto de atuações fortes, Villains oferece aos fãs do gênero um thriller delicioso e sombrio com uma forte tendência cômica".